# Eugène Azémar
Pour les articles homonymes, voir Azémar.
Eugène Azémar est un homme politique français né le 2 janvier 1877 à Pau (Pyrénées-Atlantiques) et décédé le 10 avril 1940 dans le 5e arrondissement de Paris.

## Biographie
Professeur d'histoire et de philosophie au collège de Saint-Gaudens, il est conseiller municipal de Saint-Gaudens et conseiller général du canton de Saint-Gaudens de 1928 à 1940. En 1938, il est élu sénateur de la Haute-Garonne et s'inscrit au groupe de la Gauche démocratique. Il meurt en cours de mandat, sans avoir eu de réelle activité parlementaire.
Il reste connu pour avoir créé en 1922, alors qu'il était président du Syndicat d'Initiatives de Saint-Gaudens, le « Rallye des stations thermales », qui fut intégré dans le programme sportif de la « Semaine automobile du Comminges », devenu en 1925 le « Circuit du Comminges » à Saint-Gaudens.